# Надглибоке буріння
Надглибоке буріння (рос. сверхглубокое бурение, англ. ultradeep drilling, нім. übertiefes Bohren n, Abteufen n, Übertiefbohrung f) — процес спорудження свердловин у земній корі на глибини, максимальні для сучасної науки і практики.

## Загальний опис
Надглибоке буріння призначене для пошуку й розвідки родовищ корисних копалин, зокрема в глибинних шарах Землі, вивчення геолого-фізичних параметрів земних надр, закономірностей утворення та розміщення мінеральної сировини, прогнозу можливих землетрусів, оцінки небезпеки захоронення радіоактивних відходів на великих глибинах. По всій глибині відбирається керн. До надглибоких відносять свердловини глибиною бл. 6000 м і більше, яких щороку будується кілька десятків.
На межі XX-XXI ст. у світі нараховувалося понад 400 надглибоких свердловин. Найглибші свердловини: №1 Берта-Роджерс у США, 9583 м (1974 р., буріння припинено внаслідок аварії — проникнення у вибій розплавленої сірки), СГ-3 на Кольському півострові у Росії, 12266 м (2000 р., буріння припинено в результаті збільшення температури оточуючих порід вище допустимої). На цій глибині температура гірських порід була понад 210 °С і мала чітку тенденцію до зростання (див. Кольська надглибока свердловина), тиск 132 МПа.
В Україні в рамках програми «Вивчення надр Землі та надглибоке буріння» в 1984—1995 рр. з метою отримання даних для характеристики залізорудних формацій протерозою та архею споруджувалася Криворізька надглибока свердловина (НГ-8) — поблизу с. Новоіванівка Дніпропетровської області. Досягнута глибина 5432 м, діаметр 480 та 295 мм. Проектна глибина — 12 км. В результаті отримано принципово нові дані про глибинну будову, структуру та металогенію Криворізького залізорудного басейну, що дозволило створити багатофакторну модель розвитку і структури найбільшого в світі докембрійського залізорудного басейну, яка може стати еталоном для вивчення й оцінки таких типів структур в інших регіонах світу.
У Карпатському регіоні в 1982 р. пробурено свердловину на нафту та газ «Шевченківська-1» глибиною 7520 м, яка була свого часу найглибшою свердловиною в Європі. В Карпатах у свердловині «Північно-Заводська-1» був розкритий найглибший у Європі нафтовий поклад в інтервалі 5700-5800 м, а з свердловини «Східниця-2» одержані найглибші припливи нафти — з глибини 5900 м. Шестикілометрову межу перетнули свердловини у Дніпровсько-Донецькій западині. При Н.б. застосовують роторний або турбінний спосіб буріння. Розвиток Н.б. в майбутньому, напевно, буде базуватися на технології обертального буріння.

## Окремі надглибокі свердловини
- 20 лютого 2025 року в Таримському басейні Китаю була пробурена вертикальна свердловина «Шеньдітаке-1»  глибиною 10 910 м. При цьому на такій глибині виявлено нафту і почалося її дослідження, буріння велося автоматично, рекордно швидкими темпами: близько 50 днів до глибини 5500 м, далі ще близько 220 днів до глибини 10000 м і ще близько 300 днів до глибини 10910 м. Для наукового вивчення отримано буріння було колонковим[1].
- Берта Роджерс, США. Роки буріння 1973-1974 (502 дні). Глибина 9583 м., нафтогазоносний басейн Анадарко в штаті Оклахома, вартість 15 млн доларів. мира|author=|website=burneft.ru|date=2017-03-23|publisher=Буріння та Нафта - журнал про газ та нафта|accessdate=2020-09-26|archive-date=2018-01-18|archive-url=https://web.archive.org/web/20180118233313/http://burneft.ru/main/news/16905%7Cdeadlink=no}}.
- Бейден-Юніт, США. 1970-71 роки (545 днів). Глибина 9159 м., там же, вартість 6 млн доларів. На свердловину пішло 1700 тонн цементу, 150 алмазних бурів.
- КТБ-Оберпфальц, Баварія, Німеччина. Роки буріння 1990-1994. Глибина 9101 м<http://www.geozentrum-ktb.de/Frameset-Infos.htm Geo-zentrum an der KTB] Архівна копія на сайті Wayback Machine.(нім.)</ref>[2].
- У китайській провінції Сичуань нафтова свердловина Pengshen-6 поблизу міста М'ян'ян досягла в липні 2021 року глибини 9026 м і стала найглибшою вертикальною свердловиною в Азії [3].
- Юніверсіті, США. Глибина 8686 м. м.
- Цістердорф UT1A, Австрія. Глибина "8553" м. Роботи велися в 1977 році в районі віденського нафтогазоносного басейну, де було кілька невеликих родовищ нафти. На глибині 7544 м були виявлені невилучні запаси газу, але в цей момент перша свердловина обрушилася, і компанії OMV довелося бурити другу, в якій вуглеводнів взагалі не знайшли.
- Бігхорн Вайомінг, США. Глибина 7583 'м.
- Тасим Південно-Східний-1 Атирау, Казахстан. Глибина 7050 м[4].
- Сільян Рінг, Швеція. Глибина 6800' м. Наприкінці 1980-х років тут шукали родовище природного газу небіологічного походження, але нічого не знайшли.
- BD-04A, Катар, нафтове родовище Al-Shaheen. Травень 2008 року, буріння завершено за 36 днів. Глибина 12 289 м, протяжність горизонтального стовбура свердловини.

У країнах Заходу ведуться дослідження підвищення ефективності надглибокого буріння. Нові бурові розчини розробляють з використанням нанотехнологій (PYRODRILL, CARBO-DRILL, MAGMA-TEQ та ін.), Виготовляються стійкі легкі бурові труби із застосуванням титанових сплавів, нові модифікації долот PDC. Серед інноваційних способів буріння розглядається безконтактна руйнація порід плазмою. У США для цього в 2003 році прийнято національну програму «DeepTrek», одним із інструментів якої є використання космічних технологій у надглибокому бурінні.

## Сучасні проекти
- Проєкт «Мохол» (англ. Project Mohole) — спроба досягти поверхні Мохоровичича глибоководним бурінням у 1961-1966. Проєкт здійснювався Національним науковим фондом США. Мета проєкту не була досягнута.
- 8 червня 2023 року повідомлено, що китайські геологи і буровики у пустелі Такла-Макан на північному заході Китаю виконують буріння свердловини на 11,1 км. Китайські вчені сподіваються, що отвір значно покращить наше розуміння глибокої геології Землі, а пошуки запасів нафти та газу. Обладнання, яке буде використовуватися для створення свердловини, повинно витримувати температуру до 200 градусів за Цельсієм (392 градуси за Фаренгейтом) і атмосферний тиск приблизно в 1300 разів вищий, ніж на поверхні. Очікується, що запланованої глибини свердловина досягне за 450 днів (приблизно). При цьому свердловина пройде через 10 шарів осадових порід — аж до осадів крейдової системи, які утворилася 145 мільйонів років тому.[5]

## Плани на майбутнє
Вчені з Японського агентства морських геологічних наук і технологій (JAMSTEC) заявили, що хочуть вперше в історії просвердлити земну кору наскрізь і дістатися до мантії.
Науковці планують почати роботи поблизу берегів Гавайських островів. Окрім Гавайських островів, як потенційне місце для буріння прозглядають також узбережжя Мексики. Дослідники будуть використовувати бурове судно Chikyu і планують до 2030 року досягти глибини 3,7 миль та зібрати зразки речовини мантії.